# 大阪大谷大学短期大学部
大阪大谷大学短期大学部（日语：／ Osaka Ohtani Daigaku Tanki Daigakubu *），简称大谷短大，是过去一所位于日本大阪府富田林市的私立短期大学。前身是大谷女子短期大学（日语：／ Ohtani Joshi Tanki Daigaku *）。

## 概要

### 简介
- 学校最早可以追溯到1909年[1][2]。短期大学为于1950年开办[2]、由学校法人大谷学园经营[3]。来源于亲鸾的净土真宗、由于教育的基础是佛教。招生到于2011年、停办于2013年[2]。为男女同校从2006年[2]。

### 历史
- 1950年 于大阪市阿倍野区大谷女子短期大学成立并同时设置三个学科、以下列举[2]。
  - 英语科
  - 家政科
  - 服装科[注 4]
- 1969年 三个学科各自改称、以下列举[2]。
  - 英语科→英语英文学科[注 3]
  - 家政科→家政学科
  - 服装科[注 4]→服装学科[注 5]
- 1983年 校园迁址至富田林市[2]。
- 1989年 服装学科[注 5]改编为生活文化学科[注 2][2]。
- 1992年 国际文化学科成立[注 3][2]。
- 2001年 家政学科改编为生活科学科[注 2][2]。
- 2005年 改校名为大谷女子大学短期大学部[2]。
- 2006年 改校名为大阪大谷大学短期大学部、开始招收男学生[2]。
- 2011年 最后一年招生、次年停止招生[2]。

### 宪章
- 请参看大阪大谷大学短期大学部的标志 （页面存档备份，存于） （日語） 2014年6月16日阅览。

## 学校环境
- 校区：在了大阪府富田林市[注 1]

## 历任校长
- 笠井高芳：最后短期大学校长[3]

## 组织

### 学科
- 生活创造学科

### 前学科
| - 生活科学科 - 生活文化学科 - 英语英文学科 - 国际文化学科 |

### 专科
| - 没有 |

### 业余课程
| - 没有 |

## 知名校友
- 桶村久美子:前朝日放送播音员。1968年英语科卒业。
- 北村京子：放送作家。1984年家政学科卒业。
- 陀保二三佳:前演员
- 本堂亚纪

## 相关链接
- 日本短期大学列表
- 大谷大学短期大学部
- 九州大谷短期大学
- 札幌大谷大学短期大学部
- 函館大谷短期大学
- 带广大谷短期大学